# Ixamatus barina
Ixamatus barina är en spindelart som beskrevs av Raven 1982. Ixamatus barina ingår i släktet Ixamatus och familjen Nemesiidae.
Artens utbredningsområde är Queensland. Inga underarter finns listade i Catalogue of Life.